# Церква святого Архістратига Михаїла (Жнибороди)
Церква святого Михаїла — парафія і діючий храм Золотопотіцького протопресвітеріату Бучацької єпархії УГКЦ у Жнибородах Бучацького району Тернопільської області.
Церква розташована на центральному майдані села.

## Історія

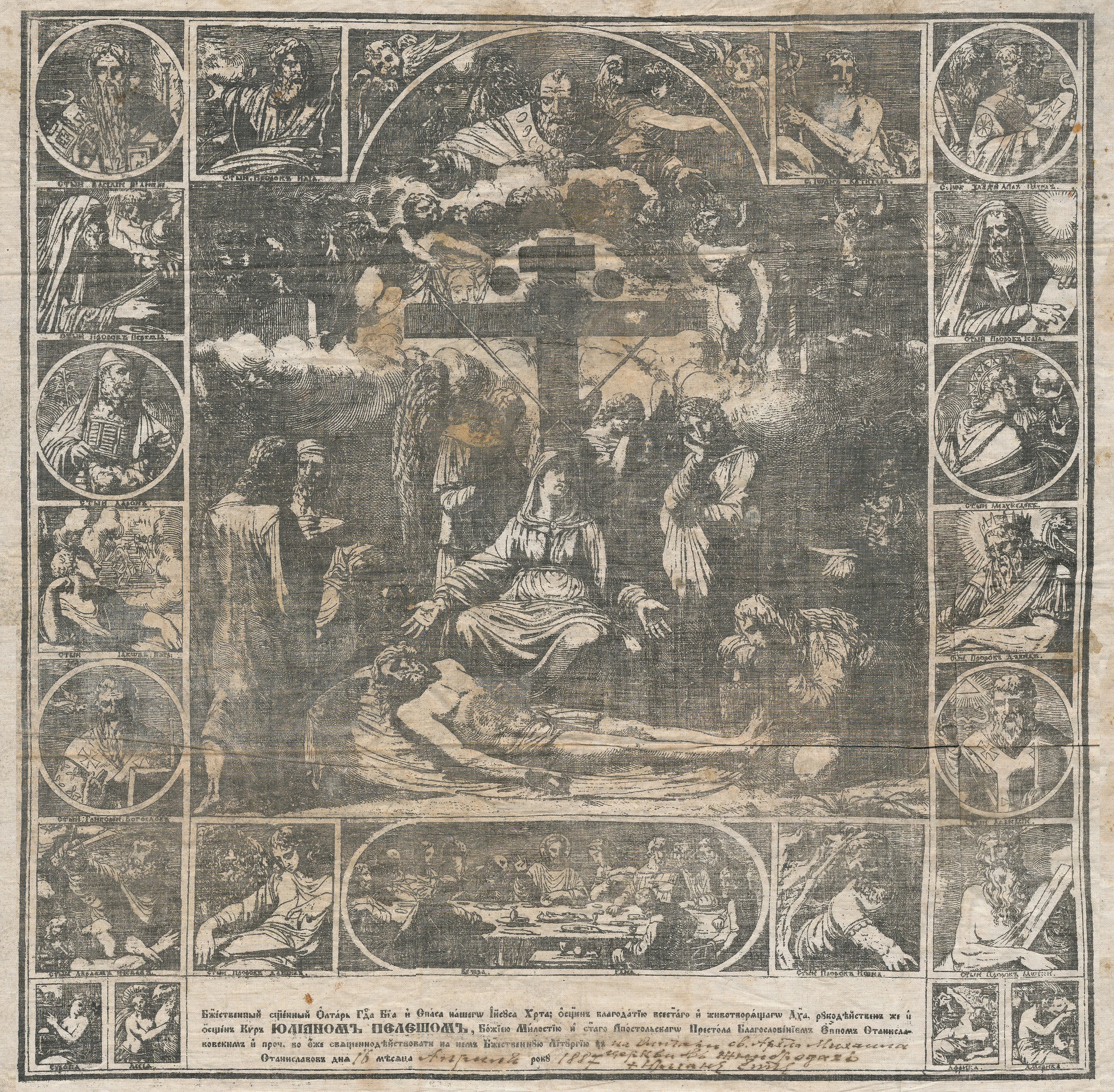
Антимінс церкви святого Михаїла с. Жнибороди, освячений Преосвященним Юліяном Пелешом 16 квітня 1887 року

До побудови кам'яної церкви святого Михаїла в селі була дерев'яна церква, про що свідчать архівні документи, зокрема:
- 8 травня 1737 — у церкві в Жнибородах з'являється «чаша з звіздою і дискосом, на котрім дискосї виразні суть слова: „Do cerkovi Znibrodzkiy 1737.8va may“ а на серединї виритий герб родини Шептицких з емблємами митрополичими»;
- від 1785 — церква вже має свої окремі метрикальні книги;
- 1832 — у селі — 132 греко-католики;
- 1850 — збудована нова кам'яна церква, Богослуження відправляються почергово греко-католицьким і римо-католицьким (який приїжджає з Язловця) священниками;
- 1853 — парохом сіл Берем'яни і Жнибороди стає о. Павло Новаковський;
- 1858 — у селі — 125 греко-католиків;

- 16 квітня 1887 — церква отримує новий антимінс, освячений Преосвященним Юліяном Пелешом;
- 1890 — у селі 611 римо-католиків, 121 греко-католик;
- 1890-ті — 1910-ті — римо-католики судяться з грекокатоликами через храм, рішенням суду храм повністю передали полякам й українцям-латинникам, українці-грекокатолики почали ходити на відправи до сусідніх Берем'ян;
- 1910 — у Жниборідський храм римо-католиками куплено орган;
- 1945 — Жниборідський костел знятий з реєстрації, пізніше використовується як складське приміщення колгоспу;
- 1988 — почався ремонт і відновлення храму;
- 24 липня 1991 — зареєстровано статут греко-католицької громади;
- 1992 — у церкві святого Михаїла здійснюються почергові Богослужіння греко-католицької та православної громади;
- 2013—2014 — зроблено ремонт, відновлено і перекрито дах, повністю оновлено інтер'єр.

## Парохи
- о. Іван Іванців — від 10 жовтня 1992 року.